# Usia lata
Usia lata är en tvåvingeart som beskrevs av Friedrich Hermann Loew 1846. Usia lata ingår i släktet Usia och familjen svävflugor. Inga underarter finns listade i Catalogue of Life.